# Gate: Jieitai kano chi nite, kaku tatakaeri
Gate: Jieitai kano chi nite, kaku tatakaeri (jap. ゲート 自衛隊 彼の地にて、斯く戦えり Gēto jieitai kano chi nite, kaku tatakaeri) – seria light novel napisana przez Takumiego Yanaia z ilustracjami autorstwa Daisuke Izuki i Kurojishiego. W latach 2006–2009 ukazywała się w serwisie Arcadia jako powieść internetowa. Następnie została nabyta przez wydawnictwo AlphaPolis, które opublikowało ją w 10 tomach, wydanych między kwietniem 2010 a lipcem 2015. 
Na jej podstawie powstała manga oraz serial anime, wyprodukowany przez studio A-1 Pictures, który emitowano od lipca 2015 do marca 2016. 
Od 2017 roku ukazuje się sequel powieści zatytułowany Gate Season 2: Jieitai kano umi nite, kaku tatakaeri. 

## Fabuła
W tokijskiej dzielnicy Ginza nagle pojawia się portal z innego świata, z którego wyłania się legion średniowiecznych żołnierzy i potworów zamierzający zaatakować miasto. Jednak Japońskie Siły Samoobrony, dzięki znacznie bardziej zaawansowanej broni i taktyce, z łatwością odpierają wroga i przechodzą przez bramę, zakładając po drugiej stronie bazę operacyjną i zmuszając imperium z innego świata do negocjacji pokojowych. Dobrze zorientowany w historiach fantasy Yōji Itami jest jednym z japońskich oficerów, którzy zostają wysłani do zbadania świata znajdującego się za bramą, gdzie magia, smoki i elfy są rzeczywistością.

## Light novel

### Sezon 1
Takumi Yanai, były członek JSDF, publikował serię w serwisie Arcadia od kwietnia 2006 do czerwca 2009 pod pseudonimem Todoku Takusan (jap. とどく＝たくさん). Następnie powieść została nabyta przez wydawnictwo AlphaPolis i wydana jako light novel, która ukazywała się od 12 kwietnia 2010 do 3 lipca 2015. Seria liczy łącznie 10 tomów, z czego 5 ostatnich jest zbiorem historii pobocznych zatytułowanym Gate gaiden (jap. ゲート外伝 Gēto gaiden). 

#### Główna seria
| Nr | Data wydania (język japoński) | ISBN (język japoński)  |
| -- | ----------------------------- | ---------------------- |
| 1  | 12 kwietnia 2010              | ISBN 978-4-434-14235-2 |
| 2  | 8 sierpnia 2010               | ISBN 978-4-434-14763-0 |
| 3  | 24 grudnia 2010               | ISBN 978-4-434-15254-2 |
| 4  | 30 czerwca 2011               | ISBN 978-4-434-15720-2 |
| 5  | 5 stycznia 2012               | ISBN 978-4-434-16238-1 |

#### Gate gaiden
| Nr | Data wydania (język japoński) | ISBN (język japoński)  |
| -- | ----------------------------- | ---------------------- |
| 1  | 10 października 2012          | ISBN 978-4-434-17129-1 |
| 2  | 8 sierpnia 2013               | ISBN 978-4-434-18173-3 |
| 3  | 30 kwietnia 2014              | ISBN 978-4-434-19120-6 |
| 4  | 30 grudnia 2014               | ISBN 978-4-434-20085-4 |
| +  | 3 lipca 2015                  | ISBN 978-4-434-20742-6 |

#### Gate Zero
Prequel, zatytułowany Gate Zero: Jieitai ginza nite, kaku tatakaeri (jap. ゲート 0 -zero- 自衛隊 銀座にて、斯く戦えり), ukazywał się od 31 grudnia 2021 do 31 sierpnia 2022.
| Nr | Data wydania (język japoński) | ISBN (język japoński)  |
| -- | ----------------------------- | ---------------------- |
| 1  | 31 grudnia 2021               | ISBN 978-4-434-29725-0 |
| 1  | 31 sierpnia 2022              | ISBN 978-4-434-30751-5 |

### Sezon 2
Sequel, zatytułowany Gate Season 2: Jieitai kano umi nite, kaku tatakaeri (jap. ゲートSeason2 自衛隊 彼の海にて、斯く戦えり), opowiada o losach nowych postaci z Morskich Sił Samoobrony. Ukazuje się on od 8 sierpnia 2017, natomiast według stanu na 30 listopada 2020, do tej pory wydano 5 tomów.
| Nr | Data wydania (język japoński) | ISBN (język japoński)  |
| -- | ----------------------------- | ---------------------- |
| 1  | 8 sierpnia 2017               | ISBN 978-4-434-23616-7 |
| 2  | 5 maja 2018                   | ISBN 978-4-434-24575-6 |
| 3  | 31 stycznia 2019              | ISBN 978-4-434-25598-4 |
| 4  | 3 grudnia 2019                | ISBN 978-4-434-26791-8 |
| 5  | 30 listopada 2020             | ISBN 978-4-434-28126-6 |

## Manga
Na podstawie light novel powstała manga zilustrowana przez Satoru Sao, która ukazuje się w serwisie AlphaPolis od 30 lipca 2011. Pierwszy tom tankōbon został wydany 25 czerwca 2012, według zaś stanu 30 grudnia 2022, do tej pory ukazały się 22 tomy.
| Nr | Data wydania (język japoński) | ISBN (język japoński)  |
| -- | ----------------------------- | ---------------------- |
| 1  | 25 czerwca 2012               | ISBN 978-4-434-16703-4 |
| 2  | 25 stycznia 2013              | ISBN 978-4-434-17468-1 |
| 3  | 18 lipca 2013                 | ISBN 978-4-434-18048-4 |
| 4  | 20 kwietnia 2014              | ISBN 978-4-434-19017-9 |
| 5  | 22 września 2014              | ISBN 978-4-434-19601-0 |
| 6  | 30 marca 2015                 | ISBN 978-4-434-20299-5 |
| 7  | 23 czerwca 2015               | ISBN 978-4-434-20675-7 |
| 8  | 1 grudnia 2015                | ISBN 978-4-434-21300-7 |
| 9  | 1 czerwca 2016                | ISBN 978-4-434-21993-1 |
| 10 | 1 grudnia 2016                | ISBN 978-4-434-22649-6 |
| 11 | 1 kwietnia 2017               | ISBN 978-4-434-23144-5 |
| 12 | 1 grudnia 2017                | ISBN 978-4-434-23969-4 |
| 13 | 1 czerwca 2018                | ISBN 978-4-434-246760  |
| 14 | 30 grudnia 2018               | ISBN 978-4-434-253683  |
| 15 | 30 czerwca 2019               | ISBN 978-4-434-260315  |
| 16 | 30 grudnia 2019               | ISBN 978-4-434-267765  |
| 17 | 30 czerwca 2020               | ISBN 978-4-434-27533-3 |
| 18 | 30 grudnia 2020               | ISBN 978-4-434-28254-6 |
| 19 | 30 czerwca 2021               | ISBN 978-4-434-29010-7 |
| 20 | 30 grudnia 2021               | ISBN 978-4-434-29735-9 |
| 21 | 30 czerwca 2022               | ISBN 978-4-434-30460-6 |
| 22 | 30 grudnia 2022               | ISBN 978-4-434-31352-3 |

## Anime
Adaptacja w formie telewizyjnego serialu anime została zapowiedziana 18 grudnia 2014. Została wyprodukowana przez studio A-1 Pictures i wyreżyserowana przez Takahiko Kyōgoku. Scenariusz napisał Tatsuhiko Urahata, postacie zaprojektował Jun Nakai, a muzykę skomponował Yoshiaki Fujisawa. Pierwsza część anime była emitowana od 4 lipca do 18 września 2015 i liczyła 12 odcinków.
Po wyemitowaniu 12 odcinka ogłoszono powstanie drugiej części. Jej emisja rozpoczęła się 9 stycznia i zakończyła 26 marca 2016, licząc 12 odcinków.

### Ścieżka dźwiękowa
| Nr             | Tytuł                                                              | Wykonawcy                                | Źródło   |
| Czołówka       | Czołówka                                                           | Czołówka                                 | Czołówka |
| -------------- | ------------------------------------------------------------------ | ---------------------------------------- | -------- |
| 1              | „Gate (Sore wa akatsuki no yō ni)” (jap. GATE～それは暁のように～) | Kishida Kyoudan & The Akeboshi Rockets   | [ 48 ]   |
| 2              | „Gate II (Sekai o koete)” (jap. GATE II ～世界を超えて～)          | Kishida Kyoudan & The Akeboshi Rockets   | [ 51 ]   |
| Napisy końcowe |                                                                    |                                          |          |
| 1              | „Prism Communicate” (jap. ぷりずむコミュニケート)                  | Hisako Kanemoto, Nao Tōyama, Risa Taneda | [ 48 ]   |
| 2              | „Itsudatte Communication” (jap. いつだってコミュニケーション)      | Hisako Kanemoto, Nao Tōyama, Risa Taneda | [ 51 ]   |